# Iglesia de San Isidro Labrador (Cobija)
La iglesia de San Isidro Labrador es un templo católico ubicado en la localidad de Cobija, comuna de Camarones, Región de Arica y Parinacota, Chile. Construida en el siglo xix, fue declarada monumento nacional de Chile, en la categoría de monumento histórico, mediante el Decreto n.º 451, del 19 de octubre de 2012.

## Historia
Ubicada a la entrada de Cobija, separada del poblado, fue construida en la segunda mitad del siglo xix.

## Descripción
Construida con cimientos de piedra y muros de adobe con cubierta de cal, la iglesia cuenta con una nave central y dos laterales. Su puerta de acceso está confeccionada en piedra sillar, su techumbre es de madera y presenta una cubierta de caña, totora y paja brava. Al interior se encuentra un retablo decorado con columnas salomónicas.
Cuenta con un atrio rodeado por un muro perimetral de piedra, y una torre campanario exenta, con un campanario de piedra con cúpula.